# 春日部市立粕壁小学校
春日部市立粕壁小学校（かすかべしりつ かすかべしょうがっこう）は、埼玉県春日部市粕壁東三丁目に位置する公立小学校。児童数は2019年（平成31年）4月8日現在、775名。北側に春日部市郷土資料館（1990年7月開館）が立地する。

## 所在地
- 埼玉県春日部市粕壁東三丁目2-19

## 歴史
粕壁小学校の起源は、1871年（明治5年）に粕壁宿最勝院にて小学校が創設され、粕壁学校として称されたのが始まりであり、1908年（明治41年）に尋常小学校となる。
1941年（昭和16年）に粕壁国民学校、1947年（昭和22年）に粕壁小学校と改称され、春日部市立粕壁小学校となる。
2000年（平成12年）には創立130周年の記念式典が行われた。2011年（平成23年）に、創立140周年を記念して全校写真及び航空写真の撮影が行われた。
校歌の「校庭の木々は」は全国の小学校で唯一、校歌に題名がついている。

## 年間行事
- 入学式[5]
- 遠足
- 運動会 - 9月下旬に行われる。
- 林間学校（毎年5年生）
- 修学旅行（毎年6年生）
- 社会科見学
- 3daysチャレンジ - 春日部中学校の生徒が1・2年生の教師として来校する[6]。
- 校内音楽会 ‐ 1月下旬に市民文化会館大ホールにて行われる。
- 卒業式

## 学区
- 粕壁（一部のみ）[7]
- 粕壁一 - 四丁目
- 中央一丁目（一部のみ）・七丁目（一部のみ）
- 粕壁東一 - 六丁目
- 緑町一丁目（一部のみ）
- 南一丁目

このほか梅田一丁目の指定校は春日部市立内牧小学校だが、本校の選択も可能である。

## 主な関係者
- 茂木健一郎（粕壁小学校入学、八木崎小学校へ転校）
- 岩谷一弘（春日部市市長）
- 巽聖歌（粕壁小学校校歌「校庭の木々は」を作詞）